# Lehigh Valley Phantoms
Lehigh Valley Phantoms – amerykański klub hokeja na lodzie z siedzibą w Allentown.
Poprzednikami koncesyjnymi były kluby: Philadelphia Phantoms (1996-2009), Adirondack Phantoms (2009-2014).
Został zespołem farmerskim dla Philadelphia Flyers z NHL, oraz posiada afiliację Reading Royals w ECHL.

## sukcesy
- Mistrzostwo dywizji AHL: 2018